# Cratyna ioculatoria
Cratyna ioculatoria är en tvåvingeart som först beskrevs av Werner Mohrig 1999.  Cratyna ioculatoria ingår i släktet Cratyna och familjen sorgmyggor.
Artens utbredningsområde är Nepal. Inga underarter finns listade i Catalogue of Life.